# Traseul morții
Traseul morții  (titlu original: Wolf Creek) este un film independent australian de groază din 2005 regizat de Greg McLean. În rolurile principale joacă actorii  John Jarratt, Cassandra Magrath, Kestie Morassi și Nathan Phillips.
Povestea filmului se învârte în jurul a trei excursioniști care ajung captivi și, ulterior, sunt vânați de un criminal în serie din Australia. Filmul a fost ambiguu comercializat ca fiind "bazat pe evenimente reale"; intriga având  elemente similare cu crimele reale comise de Ivan Milat și  uciderea lui Peter Falconio din 2001.
Wolf Creek a avut premiera la Festivalul de Film Sundance în ianuarie 2005, iar în Australia în martie 2005 la Adelaide.

## Prezentare
În Broome, Australia de Vest, în 1999, două turiste britanice, Liz Hunter și Kristy Earl, călătoresc prin țară cu Ben Mitchell, un prieten australian din Sydney. Ben cumpără un  Ford XD Falcon dărăpănat pentru călătoria lor de la Broome spre Cairns, Queensland, pe autostrada Northern High. În noaptea dinaintea plecării, cei trei se îmbată la o petrecere sălbatică și campează pe plajă.
După ce se opresc la Halls Creek pentru noapte, cei trei face o altă oprire la Parcul Național Wolf Creek, unde  se află un crater de la un impact din Pleistocen cu un meteorit de 50.000 tone.  Câteva ore mai târziu, când s-au întors la mașina lor, grupul descoperă că ceasurile lor s-au oprit brusc și că mașina nu pornește. Nu pot rezolva problema, astfel că se pregătesc să-și petreacă noaptea aici. După înserare, un om de la țară, Mick Taylor, trece prin preajmă și se oferă să-i remorcheze în tabăra sa pentru a le repara mașina. Inițial grupul ezită, apoi îi permite lui Mick să-i ducă la el acasă, un sit minier abandonat aflat la mai multe ore la sud de Wolf Creek. Mick îi tratează cu povești nemaipomenite din trecutul său, făcând un adevărat spectacol. Manierele sale o tulbură pe Liz, deși Ben și Kristy sunt mai puțin îngrijorați. În timp ce stau în jurul unui foc de tabără, Mick le dă turiștilor apă pe care o descrie drept "apă de ploaie din cer". În cele din urmă, apa provoacă inconștiența turiștilor.
Liz se trezește amețită și legată într-o magazie. Ea reușește să se elibereze, dar înainte să fugă din zona minieră părăsită, ea îl aude pe Mick cum o torturează pe Kristy într-un garaj și vede cum o atacă sexual. Liz distrage atenția lui Mike ațâțând focul  și o ajută pe Kristy în timp ce Mick este ocupat încercând să stingă incendiul. Când se întoarce, Liz reușește să tragă în Mick cu pușca sa, glonțul lovind-ul în gât și aparent îl ucide. Femeile încearcă să fugă din tabără cu camionul lui Mick. Dar, înainte de a putea face acest lucru, Mick apare în ușa garajului, dezvăluind că focul de armă nu i-a fost fatal și că încă mai trăiește. El continuă să tragă în ele cu o pușcă înainte de a le urmări cu o altă mașină. Femeile scapă de Mick împingând camionul său de pe o stâncă și ascunzându-se în spatele unui tufiș.  Apoi ele se întorc în zona minieră pentru a face rost de o altă mașină. Liz o lasă afară pe Kristy care este isterică, spunându-i să fugă pe jos dacă ea nu se mai întoarce în cinci minute.
Liz intră într-un alt garaj și descoperă că Mick are aici multe mașini, precum și o gamă diversă de obiecte ale unor turiști,  inclusiv camere video. Ea urmărește o înregistrare și este îngrozită să-l vadă pe Mick "ajutând" alți călători răpiți la Wolf Creek în împrejurări identice cu ale lor. Apoi, ea ia o altă cameră care se dovedește a fi a lui Ben, și în timp ce vizionează o parte din materialul lui Ben, observă camionul lui Mick în fundal, ceea ce înseamnă că acesta îi urmărea cu mult înainte de a ajunge la Wolf Creek. Ea intră într-o mașină și încearcă să o pornească, dar Mick apare pe bancheta din spate și o lovește prin scaunul șoferului cu un cuțit. Liz se târăște din mașină, iar Mick îi taie degetele dintr-o singură lovitură, apoi o lovește și o lasă inconștientă. Apoi îi distruge măduva spinării cu cuțitul, paralizând-o și apoi continuă să o interogheze în privința locului în care se află Kristy.
În zori, Kristy, desculță, a ajuns pe o autostradă și este descoperită de un șofer care trece prin zonă. Acesta încearcă s-o ajute pe Kristy, dar este împușcat mortal de la distanță de Mick cu o pușcă de lunetist. Mick se apropie de ea cu o mașină Holden HQ Statesman, determinând-o pe Kristy să fugă cu mașina mortului. Ea reușește să-l scoată pe Mick de pe șosea, dar el iese din mașină și trage în cauciucul din spate al mașinii în care se afla Kristy, făcând ca mașina să dea peste cap. Kristy iese din mașină și încearcă să se târască, dar este împușcată de Mick. Aruncă corpul lui Kristy în spatele mașinii, alături de cadavrul șoferului mort și dă foc mașinii înainte de a pleca.
Ben se trezește crucificat, cu doi Rottweiler agresivi, în fata sa. El reușește să scape și, deshidratat peste măsură, este descoperit de un cuplu suedez care îl duce la Kalbarri, unde este transportat într-un spital.
În ciuda mai multor căutări ale poliției, nu s-a mai aflat niciodată nimic despre  Liz sau Kristy. Investigațiile timpurii ale cazului au fost dezorganizate, îngreunate de confuzia privind localizarea infracțiunilor, lipsa dovezilor fizice și presupusa lipsă de fiabilitate a singurului martor. După patru luni în custodia poliției, Ben a fost ulterior scos de pe lista suspecților. În prezent locuiește în Australia de Sud. Filmul se termină cu silueta lui Mick care merge spre apus, cu pușca în mână.

## Distribuție
- Cassandra Magrath - Liz Hunter
- Kestie Morassi - Kristy Earl
- John Jarratt - Mick Taylor
- Nathan Phillips - Ben Mitchell
- Guy O'Donnell - Car Salesman
- Geoff Revell - Graham (petrol station attendant)
- Andy McPhee - Bazza (pervert in petrol station)
- Aaron Sterns - Bazza's mate
- Michael Moody - Bazza's older mate
- Gordon Poole - Old Man
- Guy Petersen & Jenny Starvall - Swedish backpackers who help Ben
- Greg McLean - Policeman (cameo)

## Continuări
Filmările la Traseul morții 2 - Wolf Creek 2 au fost amânate până la sfârșitul anului 2012, când au fost puse la dispoziție fonduri suplimentare prin Corporation de South Australian Film Corporation.
Filmările au avut loc la sfârșitul anului 2012 și la începutul anului 2013 în Australia, iar filmul a avut premiera mondială la 30 august 2013 la Festivalul de Film de la Veneția. Filmul a fost lansat în Australia la 20 februarie 2014.
În 2016, serialul de televiziune Wolf Creek a avut premiera pe canalul Stan. În serial, Jarratt reinterpretează rolul lui Mick Taylor. O a doua serie a fost programată a fi difuzată în 2017. Un al treilea film Traseul morții 3 (Wolf Creek 3) a rămas în faza de planificare.